# ケルン市立東洋美術館
ケルン市立東洋美術館 (ケルンしりつとうようびじゅつかん、ドイツ語: Museum für Ostasiatische Kunst Köln) は、ドイツのケルンにある東アジア美術を専門とする美術館である。
1909年に設立、1913年10月25日に開館した。同種の美術館としてはドイツ国内で最も古い。コレクションは主に中国、韓国、日本の美術で構成されており、これらは創設者のアドルフ・フィッシャー（Adolf Fischer、1856-1914）と妻のフリーダ（Frieda、1874-1945）が収集した、仏教彫刻および約1400点の浮世絵を主とするコレクションを基にしている。フィッシャーは1892年に世界旅行中に初めて日本を訪れ、その後も数回にわたって日本を訪れた。
当初、フィッシャーは東洋美術館設立の交渉をキールと進めていたが、キールには美術館設立への財政的援助が十分にできないと判明したため契約を破棄し、改めてケルンと契約した。
最初の建物は建築家ヨーゼフ・ブランツキーの設計による。現在の建物はル・コルビュジエの弟子であった建築家・前川國男の設計で1977年に建てられた。
1997年から1998年にかけて、東武美術館・福岡市博物館・山形美術館により、ケルン市立東洋美術館の所蔵する日本・中国・朝鮮の美術品の展覧会「ケルン東洋美術館展」が開催された。